# Alcántara
Alcántara è un comune spagnolo di 1 653 abitanti situato nella comunità autonoma dell'Estremadura a 11 km dal confine con il Portogallo.
La località sorge nei pressi del fiume Tago, sul quale si erge un monumentale ponte romano a sei archi, lungo 194 metri e alto 71, costruito tra il 104 ed il 106 in onore dell'imperatore Traiano. A questo ponte la città deve il suo nome: Al-Kantara infatti in arabo significa ponte.
Qui fu fondato nel 1176 l'Ordine Militare di Alcántara, un ordine equestre religioso e militare a difesa contro i Mori. Fu soppresso nel 1835.
L'economia del comune è basata oltre che sull'agricoltura, su una modesta industria e sui servizi, comunque Alcántara, che fu un importante centro politico, militare e culturale nei secoli passati, è attualmente al centro di una zona piuttosto povera ed arretrata, condizione che caratterizza queste terre di confine fra Portogallo e Spagna.

## Storia
Dai ritrovamenti archeologici nella zona si deduce che la prima presenza umana si ebbe soprattutto nell'età del bronzo e che i primi abitanti stabili furono Lusitani seguiti dai Celti che avevano attraversato i Pirenei.
Di questo periodo e del successivo periodo di dominazione romana si hanno resti di campi militari (castra) e, per quanto riguarda i Romani, resti di ville e il ponte che ha dato il nome alla città. La dominazione romana durò dal II secolo a.C. al 111 d.C.
Nelle invasioni barbariche che caratterizzarono la fine dell'Impero romano d'Occidente si distinsero i Visigoti che, cristiani di fede ariana e passati al cattolicesimo con la conversione pubblica di re Recaredo I nel 589, diedero vita a un vasto regno con capitale Toledo che comprese pressoché tutta la penisola iberica e si spinsero anche loro fino al ponte sul Tago, snodo importante per le comunicazioni con il sud della Spagna.
Gli Arabi, approdati a Gibilterra nel 711, occuparono subito anche l'Estremadura, ed ebbero in grande considerazione il ponte romano sul Tago. Un geografo musulmano, Idrisi, nel XII secolo scrisse nella sua opera di descrizione della Spagna che "kantara as saif" (Ponte della spada) era una delle meraviglie del mondo. Sul ponte era costruita una fortezza nella quale si asserragliava il popolo in caso di pericolo perché poteva essere attaccato solo dal lato della porta. Nei secoli XI-XIII fu una città di frontiera con popolazione che alternava l'attività militare all'allevamento del bestiame. Alla disgregazione del califfato di Cordova in diversi regni detti di Taifa, Alcantara fece parte prima del regno di Coria e, in seguito, di quello di Cáceres.
In occasione delle guerre per l'indipendenza del Portogallo dal regno di Castiglia e León, fu centro di battaglie e Ferdinando II di León la occupò con le sue truppe che avanzavano verso il Portogallo. La località passò poi in mano saracena ad opera del capo almohade Abu Jacob e la conquista definitiva da parte dei Cristiani si verificò nel 1213 durante il regno di Alfonso IX di León.
Dopo la Reconquista si formarono in Estremadura diversi Ordini Militari e Alcántara nel 1217 fu data da Alfonso IX all'Ordine Militare di Calatrava, che però giudicò troppo ardua la difesa della località che fu ceduta all'Ordine Militare di San Julian del Pereiro nato nel 1156 e avente sede nel castello sulle rive del rio Cora, a circa 45 km da Ciudad Rodrigo e 22 da Sabugal, oggi in territorio portoghese. L'ordine fu approvato dal vescovo di Salamanca e posto sotto la protezione di San Benito a cui fu intitolato un convento nato in Alcántara nel 1219, che divenne centro culturale monastico del Rinascimento nell'Estremadura, pur continuando ad avere importanza militare grazie alle lotte fra Spagna e Portogallo che ridussero spesso le terre di confine estremadine in campi di battaglia. L'ordine allargò nei secoli successivi i suoi domini e le sue proprietà, assumendo il nome di Ordine militare di Alcántara in virtù della centralità di questo suo possedimento in Estremadura. 
Anche in seguito alla scomparsa delle minaccia musulmana, Alcántara rimase un luogo di grande importanza strategica nel periodo medievale e nel corso dell'età moderna. In questa località vennero inoltre condotti, tra il 20 ed il 22 marzo del 1479, i colloqui preliminari del Trattato di Alcáçovas. 
Durante la Guerra di restaurazione portoghese Alcántara ebbe una certa importanza militare.
Riaccesasi la guerra fra Spagna e Portogallo, Alcántara fu nuovamente centro di rilevanza strategica dagli inizi del XVIII secolo a quelli del XIX secolo, quando le truppe napoleoniche nel 1807 vincendo la resistenza della popolazione la occuparono e trasformarono il convento di San Benito in caserma. Notevoli furono i soprusi e le ruberie dei francesi: curiosamente s'impossessarono anche del ricettario della cucina del convento. Il generale Junot inviò alla sua sposa la ricetta della cottura del fagiano e della beccaccia che è entrata poi nella tipica cucina francese col nome di "a la mode de Alcantara".
Nel XIX secolo con la legge di "desamortisacion" di Juan Álvarez Mendizábal vennero aboliti i privilegi di cui godeva l'Ordine di Alcantara e furono confiscate le proprietà immobiliari vendute poi all'asta, con la conseguenza che furono acquistate dai ricchi borghesi madrileni e ridotte a forme di neolatifondismo privato contrariamente alle finalità della legge stessa.
Alcántara perse definitivamente ogni importanza e venne via via abbandonata da una parte della popolazione che emigrò verso altre terre spagnole od europee che offrivano maggiori e migliori possibilità di lavoro. Lo spopolamento cessò negli anni '60 del secolo scorso grazie alle opere idrauliche che l'Hidroelectrica Espaňola realizzò alla confluenza del fiume Alagon nel Tago che richiesero l'impegno di molta manodopera, ma ciò non comportò alcun miglioramento economico durevole, sicché attualmente Alcántara è ancora al centro di una delle più povere zone della Spagna.

## Monumenti e luoghi d'interesse

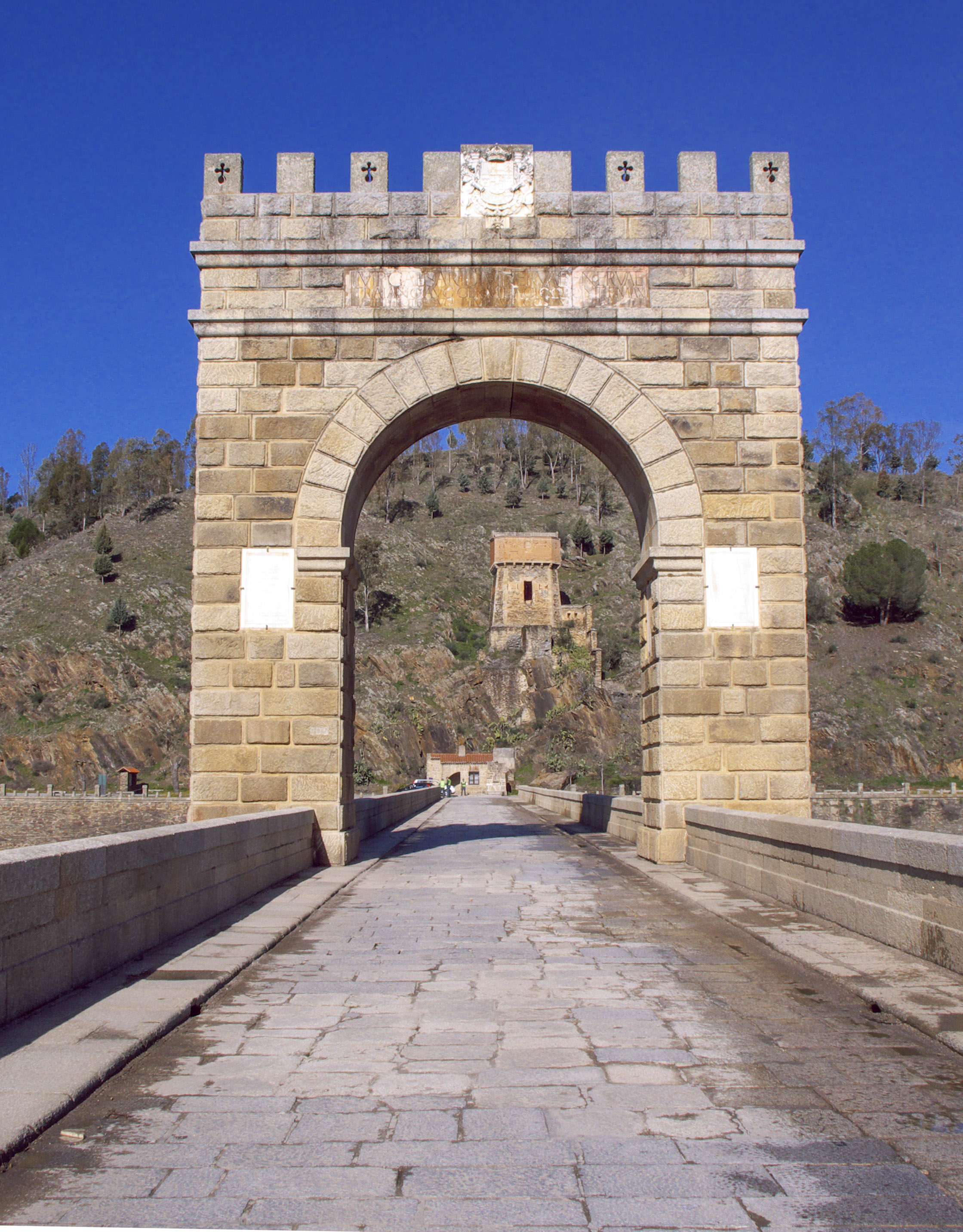
Arco al centro del ponte

- Il gigantesco ponte di Alcántara, sulle rive del Tago, il più importante e il più grande dei numerosi ponti romani esistenti di Spagna. Fatto restaurare nel 1543 da Carlo V, fu eretto fra il 98 e il 106 d.C. sotto Traiano, ha sei arcate, al centro c'è un arco di trionfo e all'inizio un tempietto romano, è lungo 194 metri, largo 8 e alto 71 sul livello del fiume.
- La chiesa di Santa Maria de Almocobar del XIII secolo.
- Le grandiose rovine del convento di San Benito del XVI secolo.
- I resti delle mura di origine araba, più volte modificate ed ampliate nel medioevo.
- Il convento di San Francesco dei secoli XV-XVII.
- Il convento delle monache de los remedios del XVII secolo di cui resta solo la cappella barocca.

Numerosi sono i resti di altri edifici religiosi (conventi e chiese). L'architettura civile è rappresentata dai numerosi palazzi delle famiglie nobili che qui si installarono nel corso dei secoli dopo la riconquista cristiana e della borghesia che acquistò nel XIX secolo le terre dell'Ordine messe all'asta dal governo spagnolo dopo averle espropriate.
A monte del borgo c'è la diga dell'"Embalse de Alcantara" grande bacino idroelettrico artificiale.